# Ви слухаєте?
«Ви слухаєте?» (англ. Are You Listening?) — американська драма режисера Гаррі Бомонта1932 року.

## Сюжет
Диктор радіо випадково вбиває свою дружину, а потім веде в ефірі полювання на вбивцю.

## У ролях
- Вільям Гайнс — Білл Граймс
- Медж Еванс — Лаура O'Ніл
- Аніта Пейдж — Саллі O'Ніл
- Карен Морлі — Еліс Граймс
- Ніл Гемілтон — Джек Клейтон
- Воллес Форд — Ларрі Барнс
- Джин Гершолт — Джордж Вагнер
- Джоан Марш — Гоні O'Ніл
- Джон Мільян — Тед Рассел
- Мюррей Кіннелл — Карсон
- Етель Гріффіз — місіс Пітерс